# Кэрролл, Лео Г.
Лео Грэттен Кэрролл (англ. Leo Gratten Carroll; 25 октября 1886 — 16 октября 1972), известный как Лео Г. Кэрролл или Лео Дж. Кэрролл (англ. Leo G. Carroll) — британский актёр.
Кэрролл наиболее известен по ролям в фильмах Альфреда Хичкока  «Ребекка» (1940), «Подозрение» (1941), «Заворожённый» (1945), «Дело Парадайна» (1947), «Незнакомцы в поезде» (1951) и «На север через северо-запад» (1959). Он также имел роли в фильмах «Грозовой перевал» (1939), «Отец невесты» (1950), «Злые и красивые» (1952), «Тарантул» (1955) и «Мы не ангелы» (1955).
Кэрролл также исполнял постоянные роли в телесериалах «Топпер» (1953—1955), «Идти своим путём» (1962—1963) и «Агенты А.Н.К.Л.» (1964—1968).

## Ранние годы
Лео Грэттен Кэрролл родился 25 октября 1886 года в посёлке Уидон Бек, Нортгемптоншир, Великобритания, в католической семье. Его отец был военным офицером, имевшим ирландские корни.
С ранних лет Кэрролл увлекался актёрской игрой, выступая в школьных спектаклях, в том числе, в постановках опер Гилберта и Салливана. В 1908 году в возрасте 16 лет он сыграл старика в спектакле «Зал свободы».
В 1911 году Кэрролл сыграл в спектакле «Разерфорд и сын», на следующий год отправившись с этой пьесой в США. После успеха спектакля на Бродвее в 1912—1913 годах Кэрролл сыграл ещё в одном бродвейском спектакле «Обыватель» (1913). С началом Первой мировой войны Кэрролл пошёл служить в британскую армию, и был серьёзно ранен. Пережив военный опыт, Кэрролл окончательно решил отказаться от военной карьеры и стать актёром.

## Театральная карьера
В 1920-е годы Кэрролл добился признания на лондонской сцене, после чего переехал в США, где с 1924 года стал постоянно работать на Бродвее. На протяжении 1920-х годов Кэрролл сыграл самые разнообразные роли в бродвейских спектаклях «Опустошение» (1924), где был также режиссёром, «Водоворот» (1925—1926) по пьесе Ноэла Кауарда, «Постоянная нимфа» (1926—1927), «Забегаловка» (1927), «Отвлечение» (1928), «Напряжённое движение» (1928), «Идеальное алиби» (1928—1929), «Новичок и герцог» (1929—1930). Особенно запоминающимися были его роли в спектаклях «Постоянная нимфа» и «Идеальное алиби», где он комично сыграл полицейского.
В 1930-е годы Кэрролл был по-прежнему постоянно занят на бродвейской сцене. В частности, он сыграл в таких спектаклях, как «Миссис Мунлайт» (1930—1931), «Слишком правдиво, чтобы быть хорошим» (1932), «Троил и Крессида» (1932) по Уильяму Шекспиру, «За оказанные услуги» (1933), «Маска и лицо» (1933), «Зелёный лавр» (1933—1934), «Женская лихорадка» (1935), «Главным образом для любящих» (1936), «Прелюдия к ссылке» (1936—1937), «Маска королей» (1937), «Буря над простаком» (1937), «Любовь к женщинам» (1937), «Оставь вальс для меня» (1938) и «Два букета» (1938). Особенно успешным для Кэрролл был спектакль «Зелёный лавр», где он сыграл «безупречного слугу» Лоренса Оливье, а также комедия «Женская лихорадка», где у Кэрролла была главная роль.
В 1940-е годы Кэрролл играл в спектаклях «Любовь к любви» (1940), «Анна Английская» (1941), «Улица ангелов» (1941—1944), «Покойный Джордж Эпли» (1944—1945), «Круг друидов» (1947), «И не скажешь» (1948), «Денни меня поцеловала» (1948). Как отмечено в «Нью-Йорк таймс», бродвейской публике Кэрролл, вероятно, более всего известен своим инспектором Рафом в «Улице ангелов» (по этой пьесе поставлен фильм «Газовый свет») и заглавной ролью в комедии «Покойный Джордж Эпли».. «Покойный Джордж Эпли», был сатирой на бостонское общество, премьера которой состоялась в ноябре 1944 года и закрылось почти ровно год спустя. Обозреватель «Нью-Йорк таймс» Льюис Николс написал, что «игра Кэрролла чудесна. Эпли легко мог бы предстать как карикатура, как плачевное напыщенное ничтожество, но мистер Кэрролл поступает по-иному. Он играет роль чувственно и благородно».
В 1950-е годы Кэррол продолжал работать на Бродвее, сыграв в спектаклях «Мэри Роуз» (1951), «Подумать только!» (1951—1952), «Время взаймы» (1953) и «Кто-то ждёт» (1956).

## Карьера в кинематографе
В 1934 году Кэрролл дебютировал в кино в роли второго плана в мелодраме с Джоан Кроуфорд «Сэди Макки» (1934). Поначалу он получал небольшие роли, иногда это были престижные фильмы категории А, такие как мелодрама «Барреты с Уимпол-стрит» (1934) с Нормой Ширер и Фредериком Марчем. Самыми известными ролями Кэрролла этого периода стали роль призрака делового партнёра Эбенезера Скруджа в семейной картине «Рождественский хорал» (1938), а также роль Джозефа в классической экранизации Уильяма Уайлера «Грозовой перевал» (1939) с Лоренсом Оливье и Мерл Оберон в главных ролях. Фильм получил восемь номинаций на «Оскар», в том числе, как лучший фильм. В том же году Кэрролл сыграл роль второго плана в исторической мелодраме Майкла Кёртиса «Частная жизнь Елизаветы и Эссекса» (1939) с Бетт Дейвис и Эрролом Флинном, который получил пять номинаций на «Оскар».
В начале 1940-х годов Альфред Хичкок дал Кэрроллу небольшие роли в своих психологических триллерах «Ребекка» (1940) с Оливье и Джоан Фонтейн и «Подозрение» (1941) с Кэри Грантом и Фонтейн, после чего поставил его на важную роль коварного врача-убийцы в психиатрическом триллере в «Заворожённый» (1945) с Грегори Пеком и Ингрид Бергман. Критики отмечали, что «несмотря на небольшое экранное время, (Кэрролл) производит сильное воздействие». Фильм получил шесть номинаций на «Оскар», в том числе — как лучший фильм. В том же году Кэрролл сыграл роль американского полковника, который продаёт военных секреты нацистам, в полудокументальном шпионском нуаре «Дом на 92-й улице» (1945). Современный кинокритик Ричард Харланд Смит наряду с некоторыми другими актёрами обратил внимание и на игру «британского актёра Кэрролла, который привнёс ледяную сдержанность в свою роль щеголеватого шпиона».
В 1947 году Кэрролл сыграл важную роль прокурора в судебном триллере Хичкока «Дело Парадайна» (1947) с Грегори Пеком в главной роли адвоката, который влюбляется в свою подзащитную. В том же году у Кэрролла была роль второго плана в скандальной исторической мелодраме Отто Премингера «Амбер навсегда» (1947) с Линдой Дарнелл в заглавной роли, а также важная роль патриарха семейства в исторической нуаровой мелодраме Роберта Сиодмака «С незапамятных времён» (1947). Хотя кинокритик «Нью-Йорк таймс» Томас Прайор в целом невысоко оценил картину, он тем не менее отметил, что «если не считать игры Лео Г. Кэрролла и Филлис Калверт, то в фильме немного интересных актёрских работ… Мистер Кэрролл играет упрямого, гордого судостроителя Капитана Форчуна, страдающего от слабости своего сына Криса, который не любит море. Кэрролл доминирует в каждой сцене, в которой появляется, и безраздельно владеет вниманием зрителя. Однако он умирает слишком рано».
У Кэрролла были также заметные роли второго плана в мелодраме «Очарование» (1948) с Дэвидом Найвеном и Терезой Райт и в криминальной мелодраме с Рэем Милландом «Такая злая, любовь моя» (1948). В 1950 году Кэрролл «с блеском продемонстрировал комедийный талант в роли льстивого поставщика провизии» в комедии «Отец невесты» (1950) со Спенсером Трейси в заглавной роли. В криминальном триллере Хичкока «Незнакомцы в поезде» (1951) у Кэрролла была важная роль американского сенатора и отца главной героини, а в военной драме «Пустынный лис» (1951) он сыграл немецкого фельдмаршала Герда фон Рундштедта, представив его «трагической, подавленной фигурой, полностью разочарованной в Гитлере».
В дальнейшем у Кэрролла были важные роли второго плана в таких заметных мелодрамах, как «Снега Килиманджаро» (1952) с Грегори Пеком и Авой Гарднер и «Злые и красивые» (1952) с Кирком Дугласом и Ланой Тёрнер. Он также сыграл значимые роли в фильме ужасов «Тарантул» (1955), криминальной комедии с Хамфри Богартом «Мы не ангелы» (1955), романтической комедии с Грейс Келли «Лебедь» (1956) и шпионском триллере с Полом Ньюманом «Приз» (1963). В 1959 году Кэрролл сыграл заметную роль саркастичного руководителя операции ЦРУ по имени Профессор в шпионском триллере Хичкока «На север через северо-запад» (1959) с Кэри Грантом в главной роли.

## Карьера на телевидении
Кэрролл пользовался большим спросом на телевидении, сыграв главные или постоянные роли в четырёх популярных телесериалах. В 1953—1955 годах вышло 78 эпизодов ситкома о паранормальном «Топпер», в котором Кэрролл продемонстрировал свой комедийный талант, сыграв утончённого и величавого, но занудного и консервативного вице-президента банка Космо Топпера, которого преследуют призраки бывших владельцев дома, в котором он поселился вместе с женой.
В 1962—1963 годах Кэрролл играл вторую главную роль немолодого священника, отца Фитцгиббона, в комедии о буднях католического прихода в небогатом квартале Нью-Йорка «Идти своим путём» (1962—1963, 30 эпизодов).
Наконец, в 1964—1968 годах вышло 105 эпизодов успешного шпионского комедийного сериала «Агенты А.Н.К.Л.», в котором Кэрролл сыграл, вероятно, свою самую известную роль Александера Уэйверли, руководителя международной секретной службы, под началом которого служат суперагенты Наполеон Соло и Илья Курякин. Сериал имел большой успех у зрителей, в результате на основе телесерий было выпущено несколько полнометражных фильмов, а в 1966—1967 годах вышло 29 эпизодов спин-оффа «Девушка из А.Н.К.Л.», где Кэрролл вновь сыграл роль Александера Уэйверли. За свою роль в сериале Кэрролл был номинирован на две прайм-тайм премии «Эмми» как лучший актёр второго плана в драматическом телесериале.
Среди других работ Кэрролла на телевидении можно отметить гостевые роли в сериалах «Первая студия» (1949—1958, 3 эпизода), «Калифорнийцы» (1957), «Интуиция» (1960), «Час „Юнайтед Стейтс Стил“» (1961, 2 эпизода), «Триллер» (1962), «Ченнинг» (1964), «Хэйзел» (1964) и «Айронсайд» (1970).

## Актёрское амплуа и оценка творчества
По мнению многих критиков Лео Г. Кэрролл был одним из наиболее значимых характерных актёров своего времени. Кэрролл начинал карьеру в театре, сыграв общей сложности более чем в 300 пьесах, и сцена оставалась любовью всей его жизни. В 1972 году в интервью «Нью-Йорк таймс» он сказал: «Она принесла массу наслаждений моему уму и сердцу. Я очень многим обязан театру. Он мне не обязан ничем».
Кэрролл пришёл в кино в 1934 году уже зрелым человеком, и благодаря своей солидности и резким чертам лица часто получал роли отцов, а также дворецких, врачей и чиновников. Многоплановый актёр традиционной школы, Кэрролл глубоко погружался в свои роли, чем обратил на себя внимание Альфреда Хичкока. В общей сложности Кэрролл сыграл в шести фильмах великого режиссёра, это больше чем любой другой актёр за исключением самого Хичкока.
Кэрролл сыграл в семи картинах, которые номинировались на «Оскар» как лучший фильм, среди них «Барреты с Уимпол-стрит» (1934), «Отважные капитаны» (1937), «Грозовой перевал» (1939), «Ребекка» (1940), «Подозрение» (1941), «Завороженный» (1945) и «Отец невесты» (1950). Среди них «Оскар» получила только «Ребекка». Однако широкому американскому зрителю Кэрролл, вероятно, более всего известен по своим ролям в телесериалах «Топпер» и «Агенты А.Н.К.Л.».

## Личная жизнь
В 1926 году Кэрролл женился на Эдит Нэнси де Сильва (англ. Edith Nancy de Silva), с которой прожил до своей смерти в 1972 году. У пары был один ребёнок.

## Смерть
16 октября 1972 года Кэрролл скончался в Лос-Анджелесе, после продолжительной борьбы с раком. Ему было 85 лет.

## Фильмография
| Год         |   | Русское название                     | Оригинальное название                    | Роль                                                  |
| ----------- | - | ------------------------------------ | ---------------------------------------- | ----------------------------------------------------- |
| 1934        | ф | Сэди Макки                           | Sadie McKee                              | Фелпс, дворецкий Бреннана                             |
| 1934        | ф | Маленькая игра мистера Даблю-Ю       | Mr. W's Little Game                      | Джордж, официант                                      |
| 1934        | ф | Барреты с Уимпол-стрит               | The Barretts of Wimpole Street           | доктор Форд-Ватерлоо                                  |
| 1934        | ф | Отверженная леди                     | Outcast Lady                             | доктор Мастерс                                        |
| 1934        | ф | Поиски в Стамбуле                    | Stamboul Quest                           | Крюгер, №117, он же Бертрам Чёрч (в титрах не указан) |
| 1935        | ф | Клив из Индии                        | Clive of India                           | мистер Мэннинг                                        |
| 1935        | ф | Право на жизнь                       | The Right to Live                        | доктор Харвестер                                      |
| 1935        | ф | Убийство в медовый месяц             | Murder on a Honeymoon                    | Джозеф Б. Тейт                                        |
| 1935        | ф | Дело об убийстве в казино            | The Casino Murder Case                   | Смит                                                  |
| 1936        | ф | Человек, за которого я выхожу замуж  | The Man I Marry                          | мистер Фёрзермор (в титрах не указан)                 |
| 1937        | ф | Лондон в ночи                        | London by Night                          | Корри                                                 |
| 1937        | ф | Отважные капитаны                    | Captains Courageous                      | Бёрнс (в титрах не указан)                            |
| 1938        | ф | Рождественский гимн                  | A Christmas Carol                        | призрак Марли                                         |
| 1939        | ф | Грозовой перевал                     | Wuthering Heights                        | Джозеф                                                |
| 1939        | ф | Секретная полиция Бульдога Драммонда | Bulldog Drummond's Secret Police         | Генри Ситон, он же Альбер Болтон                      |
| 1939        | ф | Частная жизнь Елизаветы и Эссекса    | The Private Lives of Elizabeth and Essex | сэр Эдвард Кок                                        |
| 1939        | ф | Башня смерти                         | Tower of London                          | лорд Гасингс                                          |
| 1939        | ф | Чарли Чан в городе тьмы              | City in Darkness                         | Луис Сантенелл                                        |
| 1940        | ф | Ребекка                              | Rebecca                                  | доктор Бейкер                                         |
| 1940        | ф | Смертельный круиз Чарли Чана         | Charlie Chan's Murder Cruise             | профессор Гордон                                      |
| 1940        | ф | Скотленд-Ярд                         | Scotland Yard                            | Крейвен                                               |
| 1940        | ф | Мост Ватерлоо                        | Waterloo Bridge                          | полицейский (в титрах не указан)                      |
| 1941        | ф | Эта женщина – моя                    | This Woman Is Mine                       | Ангус «Сэнди» Маккей                                  |
| 1941        | ф | Подозрение                           | Suspicion                                | капитан Малбек                                        |
| 1941        | ф | Путь через Багамы                    | Bahama Passage                           | Делбридж                                              |
| 1945        | ф | Дом на 92-й улице                    | The House on 92nd Street                 | полковник Хаммерсон                                   |
| 1945        | ф | Заворожённый                         | Spellbound                               | доктор Марчисон                                       |
| 1947        | ф | С незапамятных времён                | Time Out of Mind                         | капитан Форчун                                        |
| 1947        | ф | Песнь любви                          | Song of Love                             | профессор Уик                                         |
| 1947        | ф | Амбер навсегда                       | Forever Amber                            | Мэтт Гудгрум                                          |
| 1947        | ф | Дело Парадайна                       | The Paradine Case                        | сэр Джозеф                                            |
| 1948        | ф | Такая злая, любовь моя               | So Evil My Love                          | Джарвис                                               |
| 1948        | ф | Очарование                           | Enchantment                              | Прути                                                 |
| 1949        | с | Телетеатр «Шевроле»                  | The Chevrolet Tele-Theatre               | Эдвард М. Барретт (1 эпизод)                          |
| 1949        | с | Телевизионный театр «Филко»          | The Philco Television Playhouse          | разные роли (3 эпизода)                               |
| 1949—1958   | с | Первая студия                        | Studio One                               | разные роли (3 эпизода)                               |
| 1950        | ф | Отец невесты                         | Father of the Bride                      | мистер Массула                                        |
| 1950        | ф | Счастливые годы                      | The Happy Years                          | мистер Хопкинс                                        |
| 1950        | с | Шоу Билли Роуза                      | The Billy Rose Show                      | (1 эпизод)                                            |
| 1951        | ф | Первый легион                        | The First Legion                         | отец ректор Поль Дюкен                                |
| 1951        | ф | Незнакомцы в поезде                  | Strangers on a Train                     | сенатор Мортон                                        |
| 1951        | ф | Пустынный лис                        | The Desert Fox: The Story of Rommel      | фельдмаршал Герд фон Рундштедт                        |
| 1951        | с | Опасность                            | Danger                                   | (1 эпизод)                                            |
| 1952        | ф | Снега Килиманджаро                   | The Snows of Kilimanjaro                 | дядя Билл                                             |
| 1952        | ф | Злые и красивые                      | The Bad and the Beautiful                | Генри Уитфилд                                         |
| 1953        | ф | Сокровище Золотого Кондора           | Treasure of the Golden Condor            | Рауль Дондель                                         |
| 1953        | ф | Марш разблйника                      | Rogue's March                            | полковник Генри Ленбридж                              |
| 1953        | ф | Малышка Бесс                         | Young Bess                               | мистер Мамс                                           |
| 1953—1955   | с | Топпер                               | Topper                                   | Космо Топпер (78 эпизодов)                            |
| 1954        | с | Кавалькада Америки                   | Cavalcade of America                     | Уильям Пенн (1 эпизод)                                |
| 1955        | ф | Мы не ангелы                         | We're No Angels                          | Феликс Дукотел                                        |
| 1955        | ф | Тарантул                             | Tarantula                                | профессор Джеральд Димер                              |
| 1956        | ф | Лебедь                               | The Swan                                 | цезарь                                                |
| 1956        | с | Звезда сегодня вечером               | Star Tonight                             | разные роли (2 эпизода)                               |
| 1957        | с | Студия 57                            | Studio 57                                | Шеффилд (1 эпизод)                                    |
| 1957        | с | Калифорнийцы                         | The Californians                         | Док Пенни (1 эпизод)                                  |
| 1958        | с | Сказки Ширли Темпл                   | Shirley Temple's Storybook               | мистер Джинджери (1 эпизод)                           |
| 1958        | с | Дневной спектакль                    | Matinee Theatre                          | разные роли (2 эпизода)                               |
| 1959        | ф | На север через северо-запад          | North by Northwest                       | профессор                                             |
| 1960        | с | Интуиция                             | Insight                                  | Папа Пий Х (1 эпизод)                                 |
| 1961        | ф | Ловушка для родителей                | The Parent Trap                          | священник доктор Мосби                                |
| 1961        | ф | Один плюс один                       | One Plus One                             | профессор Логан                                       |
| 1961        | с | Премьера «Алкоа»                     | Alcoa Premiere                           | Уелч (1 эпизод)                                       |
| 1961        | с | Час «Юнайтед Стейтс Стил»            | The United States Steel Hour             | разные роли (2 эпизода)                               |
| 1962        | с | Триллер                              | Thriller                                 | майор Дауни (1 эпизод)                                |
| 1962        | с | Детективный театр «Крафт»            | Kraft Mystery Theater                    | Фэрроу (1 эпизод)                                     |
| 1962—1963   | с | Идти своим путём                     | Going My Way                             | отец Фитцгиббон (30 эпизодов)                         |
| 1963        | ф | Приз                                 | The Prize                                | граф Бертиль Якобсон                                  |
| 1964        | с | Ченнинг                              | Channing                                 | профессор Джон Миллер (1 эпизод)                      |
| 1964        | с | Хэзел                                | Hazel                                    | Кейди (1 эпизод)                                      |
| 1964 — 1968 | с | Агенты А.Н.К.Л.                      | The Man from U.N.C.L.E.                  | Александер Уэйверли (105 эпизодов)                    |
| 1965        | ф | Это забавное чувство                 | That Funny Feeling                       | О'Ши                                                  |
| 1965        | ф | Шпион с моим лицом                   | The Spy with My Face                     | Александер Уэйверли (хроника)                         |
| 1966        | ф | Один шпион – это слишком много       | One Spy Too Many                         | Александер Уэйверли                                   |
| 1966        | ф | Пропал один из наших шпионов         | One of Our Spies Is Missing              | Александер Уэйверли (хроника)                         |
| 1966— 1967  | с | Девушка из А.Н.К.Л.                  | The Girl from U.N.C.L.E.                 | Александер Уэйверли (29 эпизодов)                     |
| 1967        | ф | Шпион в зелёной шляпе                | The Spy in the Green Hat                 | Александер Уэйверли                                   |
| 1967        | ф | Каратисты-убийцы                     | The Karate Killers                       | Александер Уэйверли (хроника)                         |
| 1968        | ф | Шпионы на вертолетах                 | The Helicopter Spies                     | Александер Уэйверли (хроника)                         |
| 1968        | ф | Как украсть мир                      | How to Steal the World                   | Александер Уэйверли (хроника)                         |
| 1969        | ф | Из Нэшвилла с музыкой                | From Nashville with Music                | Арнольд                                               |
| 1970        | с | Айронсайд                            | Ironside                                 | Тревор Винтроп (1 эпизод)                             |